# راغوا لارنس
راغوا لارنس (به انگلیسی: Raghava Lawrence)(زاده ۹ ژانویه ۱۹۷۶) بازیگر، کارگردان، رقصنده، طراح رقص هندی است.
از فیلم‌هایی که وی در آن نقش داشته‌است می‌توان به مونی، مونی ۲، وجد، فقط تماشا، دان، برابر ماه زیبا ۲، میل، میل است و کانچانا ۲ اشاره کرد.